# Everton (Hampshire)
Pour les articles homonymes, voir Everton.
Everton est un village de la paroisse civile de Hordle, près de Lymington, en Angleterre, comté de Hampshire.

## Vue d'ensemble
Everton se trouve à la jonction des routes A337 et B3058, dans le sud-est de la paroisse de Hordle.

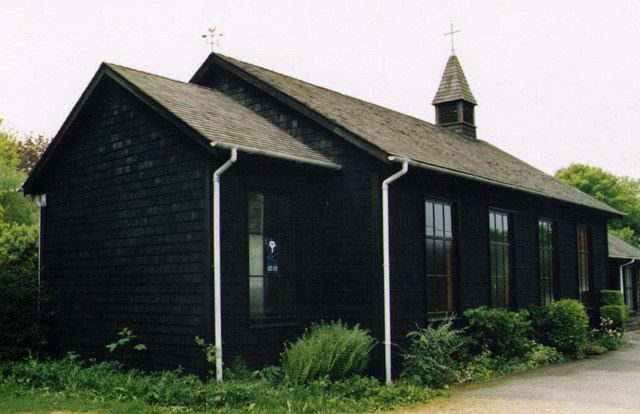
Saint-Mary, l'église.

Le village compte environ 760 maisons, la plupart ayant été construites depuis 1970. Un magasin, un club social, une jardinerie et une grande pépinière font partie du village. Une église y est dédiée à sainte Marie. Elle dépend directement de l'église de Tous les saints (All Saints) de Milford on Sea. 
Le village possède un pub public appelé The Crown Inn.

## Histoire
Les premiers actes qui mentionnent Everton (vers 1300) citent le nom d'Yveletona. Le nom peut être équivalent à celui de Yeovilton dans le Somerset et composé de deux éléments : « Gifl » - un nom de rivière britannique, et « ton » - un mot de Vieil anglais pour une ferme. Les variantes suivantes du nom incluent Yelverton, Yeovilton, Evilton et Evelton.
Depuis  Charles II jusqu'au début du XIXe siècle, Everton abritait trois familles notables  catholiques se succédant à Everton House - Steptoe, White et Lacy.
La première église anglicane fut érigée en 1896 et fut construite principalement en bois et en tôle ondulée. Elle a été remplacée en 1970 par l'actuelle église à pans de bois et à bardeaux de cèdre.
Everton a été témoin d'évènements pendant la Seconde Guerre mondiale. Le 15 octobre 1940 à 12h45, un  Messerschmitt Bf 109E-1 a été abattu à Everton.
Moins d'un an plus tard, à Efford, le 8 juillet 1941 à 01h15, un  Heinkel He 111H-3 a été abattu par un Bristol Beaufighter, quatre membres d’équipage ont été tués, mais un d'entre eux a été capturé par des membres de la garde locale,.